# Golschow
Golschow, niedersorbisch Gólašow, ist ein Gemeindeteil von Drebkau, einer Stadt im Landkreis Spree-Neiße im Südosten des Landes Brandenburg.

## Geschichte
Golschow wurde erstmals im Jahr 1522 erstmals urkundlich mit der Schreibweise Golschow erwähnt. Der Namensgeber war vermutlich ein Golas bzw. Golasch (Personenname), was auf einen ehemaligen Besitzer des Ortes hindeutet. Im Dreißigjährigen Krieg wurden fast alle Gebäude zerstört. Die Kaupmühle (ehemalige Wassermühle) zählt zu Golschow. Die Mühle wird derzeit von einer Familie bewohnt. 1880 lebten in Golschow 62 Sorben und 94 Deutsche.
Am 1. Januar 1974 wurde Golschow nach Drebkau eingemeindet.

## Veranstaltungen
Jedes Jahr veranstaltet der Dorfclub Golschow ein Dorffest im Sommer sowie einen Kirmestanz im Herbst.